# 22666 Josephchurch
22666 Josephchurch è un asteroide della fascia principale. Scoperto nel 1998, presenta un'orbita caratterizzata da un semiasse maggiore pari a 2,4764704 UA e da un'eccentricità di 0,1154039, inclinata di 5,53286° rispetto all'eclittica.